# Atletismo nos Jogos Pan-Americanos de 1951 - 200 m masculino
Os 200 metros rasos foram um dos eventos do atletismo nos Jogos Pan-Americanos de 1951, em Buenos Aires. A prova foi disputada no Estádio Monumental de Núñez entre os dias 1º e 2 de março.

## Calendário
Horário local (UTC-3).
| Data        | Horário | Fase          |
| ----------- | ------- | ------------- |
| 1º de março |         | Eliminatórias |
| 1º de março |         | Semifinais    |
| 2 de março  |         | Final         |

## Medalhistas
| Ouro   | CUB Rafael Fortún    |
| Prata  | USA Arthur Bragg     |
| Bronze | JAM Herbert McKenley |

## Resultados

### Eliminatórias

#### Bateria 1
| Pos. | Nome                     | Nacionalidade      | Tempo | Notas |
| ---- | ------------------------ | ------------------ | ----- | ----- |
| 1    | Arthur Bragg             | USA Estados Unidos | 22,5  | Q     |
| 2    | Jesús Farrés             | CUB Cuba           | 22,8  | Q     |
| 3    | José Telles da Conceição | BRA Brasil         | 23,1  | Q     |
| 4    | Miguel Paredes           | PAR Paraguai       | 23,7  |       |
| 5    | G. Garrido               | PER Peru           | NM    |       |

#### Bateria 2
| Pos. | Nome                    | Nacionalidade | Tempo | Notas |
| ---- | ----------------------- | ------------- | ----- | ----- |
| 1    | Raúl Mazorra            | CUB Cuba      | 22,1  | Q     |
| 2    | José Zelaya             | PAR Paraguai  | 22,5  | Q     |
| 3    | Gustavo Ehlers          | CHI Chile     | 22,6  | Q     |
| 4    | Aristipo Lerma          | COL Colômbia  | 22,9  |       |
| –    | Hélio Coutinho da Silva | PAR Paraguai  | DNF   |       |

#### Bateria 3
| Pos. | Nome             | Nacionalidade | Tempo | Notas |
| ---- | ---------------- | ------------- | ----- | ----- |
| 1    | Adelio Márquez   | ARG Argentina | 23,1  | Q     |
| 2    | Leonel Contreras | CHI Chile     | 23,3  | Q     |
| 3    | Juan Leiva       | VEN Venezuela | 25,8  | Q     |

#### Bateria 4
| Pos. | Nome              | Nacionalidade | Tempo | Notas |
| ---- | ----------------- | ------------- | ----- | ----- |
| 1    | Rafael Fortún     | CUB Cuba      | 23,6  | Q     |
| 2    | Fernando Lapuente | ARG Argentina | 23,7  | Q     |
| 3    | Gustavo Fajardo   | COL Colômbia  | 26,4  | Q     |
| –    | L. Lazo           | CHI Chile     | DSQ   |       |

#### Bateria 5
| Pos. | Nome              | Nacionalidade         | Tempo | Notas |
| ---- | ----------------- | --------------------- | ----- | ----- |
| 1    | Herb McKenley     | JAM Jamaica           | 22,8  | Q     |
| 2    | Antônio Moreira   | BRA Brasil            | 22,9  | Q     |
| 3    | B.L. Bridgman     | TTO Trinidad e Tobago | 23,6  | Q     |
| 4    | Alfredo Rodas     | PAR Paraguai          | 24,2  |       |
| –    | Javier Souza Díaz | MEX México            | DNS   |       |
| –    | M. León Pizarro   | PER Peru              | DNS   |       |

#### Bateria 6
| Pos. | Nome                 | Nacionalidade         | Tempo | Notas |
| ---- | -------------------- | --------------------- | ----- | ----- |
| 1    | Donald Campbell      | USA Estados Unidos    | 22,3  | Q     |
| 2    | Gerardo Bönnhoff     | ARG Argentina         | 22,3  | Q     |
| 3    | Andrés Fernández     | ECU Equador           | 23,0  | Q     |
| 4    | Hendrickson Harewood | TTO Trinidad e Tobago | 23,1  |       |
| –    | O. Maldonado         | PER Peru              | DNS   |       |

### Semifinais

#### Semifinal 1
| Pos. | Nome                     | Nacionalidade      | Tempo | Notas |
| ---- | ------------------------ | ------------------ | ----- | ----- |
| 1    | Arthur Bragg             | USA Estados Unidos | 21,9  | Q     |
| 2    | Raúl Mazorra             | CUB Cuba           | 21,9  | Q     |
| 3    | José Zelaya              | PAR Paraguai       | 22,1  |       |
| 4    | Gustavo Ehlers           | CHI Chile          | 23,0  |       |
| 5    | Jesús Farrés             | CUB Cuba           | NM    |       |
| 5    | José Telles da Conceição | BRA Brasil         | NM    |       |

#### Semifinal 2
| Pos. | Nome              | Nacionalidade | Tempo | Notas |
| ---- | ----------------- | ------------- | ----- | ----- |
| 1    | Rafael Fortún     | CUB Cuba      | 22,0  | Q     |
| 2    | Fernando Lapuente | ARG Argentina | 22,4  | Q     |
| 3    | Adelio Márquez    | ARG Argentina | 22,4  |       |
| 4    | Juan Leiva        | VEN Venezuela | 22,7  |       |
| 5    | Leonel Contreras  | CHI Chile     | NM    |       |
| 5    | Gustavo Fajardo   | COL Colômbia  | NM    |       |

#### Semifinal 3
| Pos. | Nome             | Nacionalidade         | Tempo | Notas |
| ---- | ---------------- | --------------------- | ----- | ----- |
| 1    | Herb McKenley    | JAM Jamaica           | 22,1  | Q     |
| 2    | Gerardo Bönnhoff | ARG Argentina         | 22,1  | Q     |
| 3    | Donald Campbell  | USA Estados Unidos    | 22,3  |       |
| 4    | B.L. Bridgman    | TTO Trinidad e Tobago | 23,1  |       |

### Final
| Pos.              | Nome              | Nacionalidade      | Tempo |
| ----------------- | ----------------- | ------------------ | ----- |
| Medalha de ouro   | Rafael Fortún     | CUB Cuba           | 21,3  |
| Medalha de prata  | Arthur Bragg      | USA Estados Unidos | 21,4  |
| Medalha de bronze | Herbert McKenley  | JAM Jamaica        | 21,5  |
| 4                 | Gerardo Bönnhoff  | ARG Argentina      | 21,9  |
| 5                 | Raúl Mazorra      | CUB Cuba           | NM    |
| 5                 | Fernando Lapuente | ARG Argentina      | NM    |

Legenda
| Recorde mundial      | Recorde mundial (World record)               |                       | Recorde africano                      | Recorde africano (African) |                                           | Q | Classificado por posição (Qualified) |
| Recorde olímpico     | Recorde olímpico (Olympic record)            | Recorde da América    | Recorde da América (Americas)         | q                          | Classificado por melhor tempo (Qualified) |   |                                      |
| Melhor marca do ano  | Melhor marca do ano (World leading)          | Recorde asiático      | Recorde asiático (Asian)              | DNS                        | Não largou (Did not start)                |   |                                      |
| Recorde nacional     | Recorde nacional (National record)           | Recorde europeu       | Recorde europeu (European)            | DNF                        | Não terminou (Did not finish)             |   |                                      |
| Recorde pessoal      | Recorde pessoal do atleta (Personal best)    | Recorde da Oceania    | Recorde da Oceania (Oceania)          | DSQ / DQ                   | Desclassificado (Disqualified)            |   |                                      |
| Recorde da temporada | Recorde da temporada do atleta (Season best) | Recorde sul-americano | Recorde sul-americano (South America) | NM                         | Sem marca (No mark)                       |   |                                      |